# لوتشيانو غوميز
لوتشيانو غوميز (بالإسبانية: Luciano Gómez)‏ (22 مارس 1996 بكورينتس في الأرجنتين - ) هو لاعب كرة قدم أرجنتيني في مركز الوسط.

## وصلات خارجية
- لوتشيانو غوميز على موقع قاعدة بيانات كرة القدم.إي يو (الإنجليزية)
- لوتشيانو غوميز على موقع Soccerway.com (الإنجليزية)